# Gaston Vallaeys
Gaston Vallaeys (Gits, 11 augustus 1862 – Roeselare, 23 maart 1944) was een Belgische kunstschilder en directeur van de Academie voor Schone Kunsten in Roeselare.

## Biografie
Gaston Vallaeys kreeg zijn schildersopleiding aan de Academie in Roeselare. Hij kreeg er les van Henri Horrie en Ferdinand Callebert. Hij vervolmaakte zich bij Jean Portaels in Brussel en tijdens reizen in Wales en Normandië. Daar kwam hij onder invloed van de schilder Désiré Mergaert die hem aanmaande portretten te schilderen. Vallaeys vestigde zich uiteindelijk in Roeselare en werd er een gekend portrettist. Van 1898 tot 1929 was hij er de eerste voorzitter van de Roeselaarse Kunstkring. In 1903 werd hij ook actief als leraar aan de stedelijke academie en van 1908 tot 1941 was hij er directeur. In 1937 schreef hij naar aanleiding van het eeuwfeest van de academie een boek over de geschiedenis van de onderwijsinstelling.
Bij zijn bekendste werken zijn er uiteraard heel wat portretten, zoals die van bisschop Gustaaf Waffelaert, priester Edmond Denys en enkele burgemeesters van de stad Roeselare. Hij schilderde echter ook religieuze onderwerpen en stukken met vissers op de Noordzee. Daarnaast maakte hij affiches, zoals diegene voor de grote Rodenbachfeesten in 1909, en muurschilderingen. Zo is er in het stadhuis van Roeselare nog een monumentale muurschildering van Vallaeys terug te vinden. In het stuk dat de opening van de Lakenmarkt in 1552 voorstelt, zijn de portretten van heel wat personen uit de Roeselaarse politiek en cultuur opgenomen.
In 2005 kreeg Gaston Vallaeys een straat in Rumbeke naar zich genoemd, de Gaston Vallaeysstraat.

## Publicatie
- 100 Jaar Academie, 1937.